# Pai gow

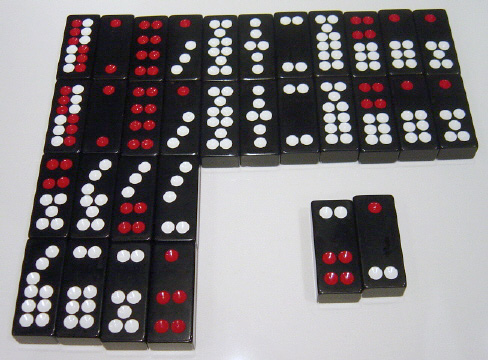
Dominós chinos usados para jugar pai gow

El pai gow (en chino: 牌九; pinyin: pái jiǔ; jyutping) es un juego de cartas y un derivado del póker; aunque las reglas del pai gow son muy distintas de las reglas del póker normal. 
Este juego de azar se originó en China, donde es muy popular y se juega en la mayoría de sus casinos (incluyendo Macau). En los Estados Unidos también es muy popular, en Canadá, Australia y Nueva Zelanda. Muchas personas en todo el mundo juegan al pai gow online con ayuda de un ordenador y conexión a internet.
Literalmente significa "haz nueve" o "carta nueve". Esto refleja que el puntaje más alto que la mano puede llegar es nueve.

## Reglas
Las reglas del pai gow se aprenden con facilidad. 
Para iniciar el juego se empieza con el repartidor, que le da al jugador siete cartas. Éste a su vez, divide sus cartas en dos manos: una mano de cinco cartas y una de dos cartas respectivamente. La mano de dos cartas debe tener un valor inferior a la de la mano de cinco cartas. La mano con menor valor se llama en inglés front hand y la mano con mayor valor se llama rear hand. Para ganar pai gow se requiere que el jugador gane en las dos manos. Si el jugador vence al repartidor en una mano, pero no en la otra, entonces a esta ronda se le conoce como push, nadie gana, los jugadores reciben de nuevo su apuesta. Sin embargo, si las dos manos del jugador tienen el mismo valor que las dos manos del repartidor, entonces se considera que la ronda es un empate (tie) y gana el repartidor.
- Datos: Q1278119
- Multimedia: Pai Gow / Q1278119